# 徐泾北城站
徐泾北城站，是上海轨道交通17号线的高架车站，位于青浦区徐泾镇崧泽大道乐天路乐高路之间。2017年12月30日开放。

## 结构
徐泾北城站为高架二层岛式站台，设有高站台门，上行端站后设两股出入场线，连接建设中的徐泾车辆段。在下行端有一个P+R停车场，轨道直接从楼中间穿越而过。

### 车站楼层
徐泾北城站共有2層。地上二層為17号线月台，地面為車站出口与車站大廳。
| 地上二层 | ①站台              | █ 17号线 往西岑（嘉松中路）                 |  |  |
|          | 岛式站台，左侧开门 |                                             |  |  |
|          | ②站台              | █ 17号线 往虹桥火车站（徐盈路）             |  |  |
| 地面层   | 站厅及出入口       | 1-3出入口、票务服务、自动售票机、人工服务台 |  |  |

## 出入口
徐泾北城站共有3个出入口，各出入口如下所示：
| 出口编号            | 出口指示         | 照片 |
| ------------------- | ---------------- | ---- |
| 1 · 出口            | 菘泽大道，徐乐路 |      |
| 2 · 出口 · （设有） | 徐泾北城公交枢纽 |      |
| 3 · 出口            | 崧泽大道         |      |
| 图例： 设有         |                  |      |

## 图集

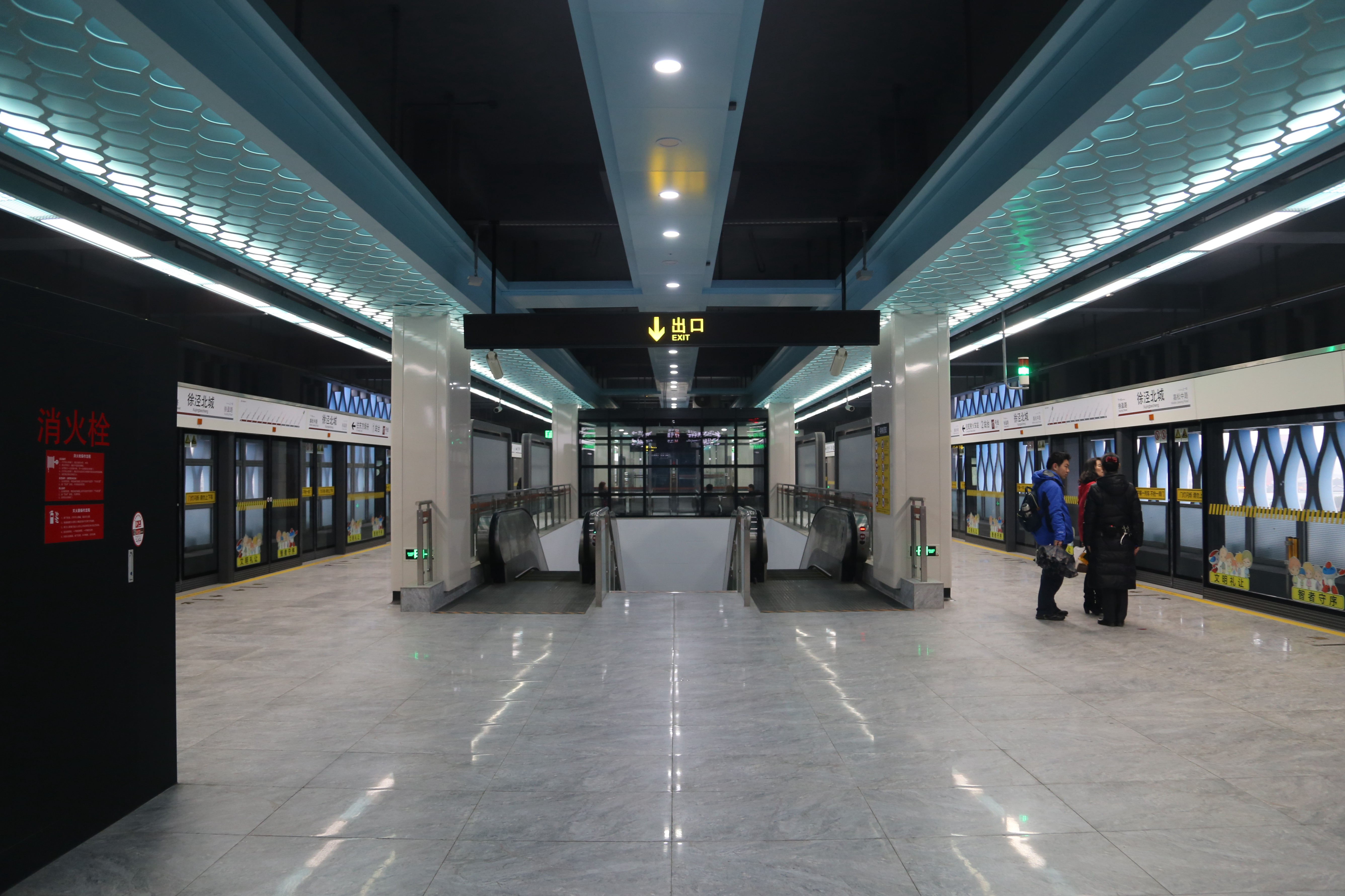
站台
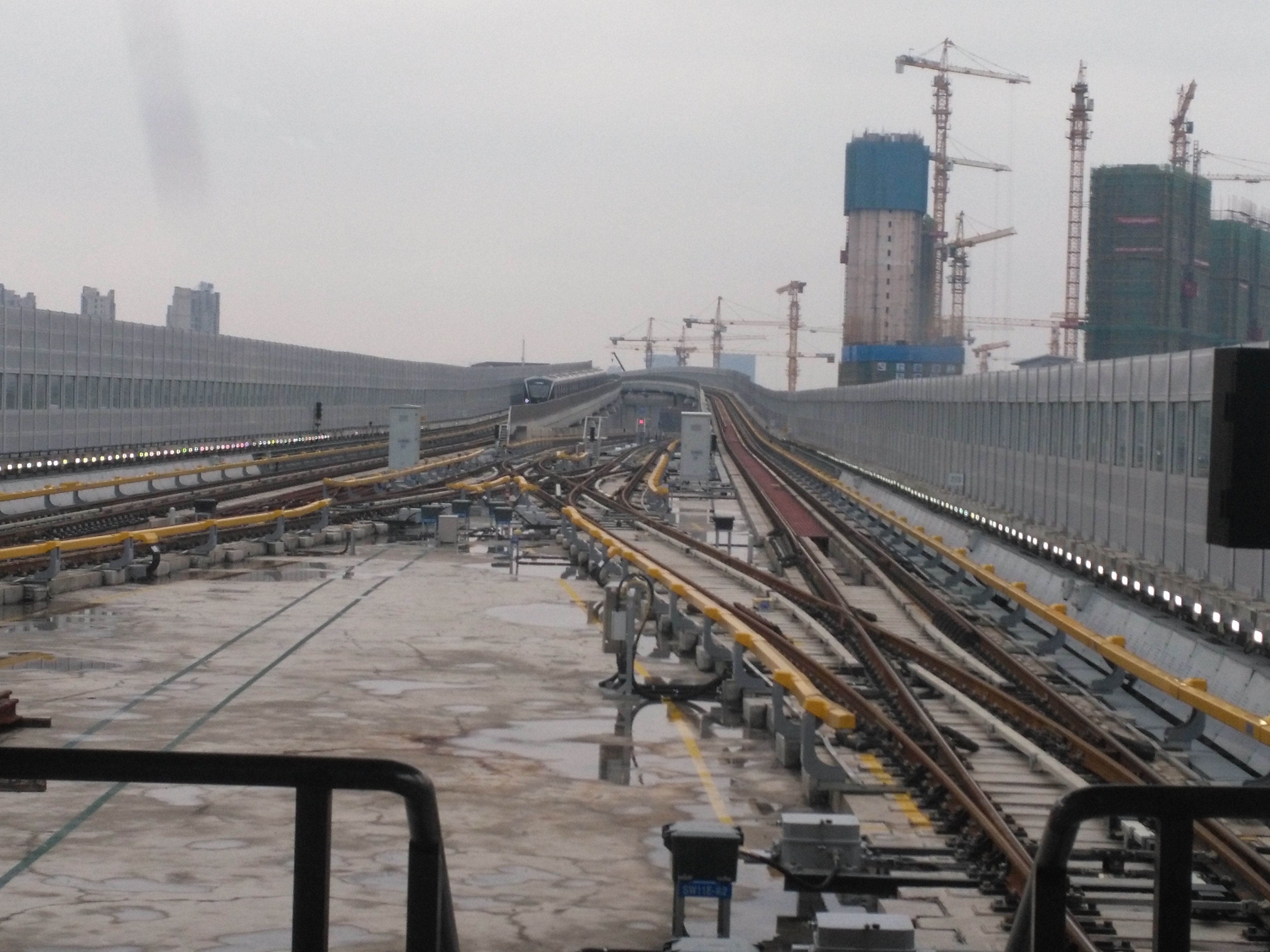
往徐泾车辆段折返线
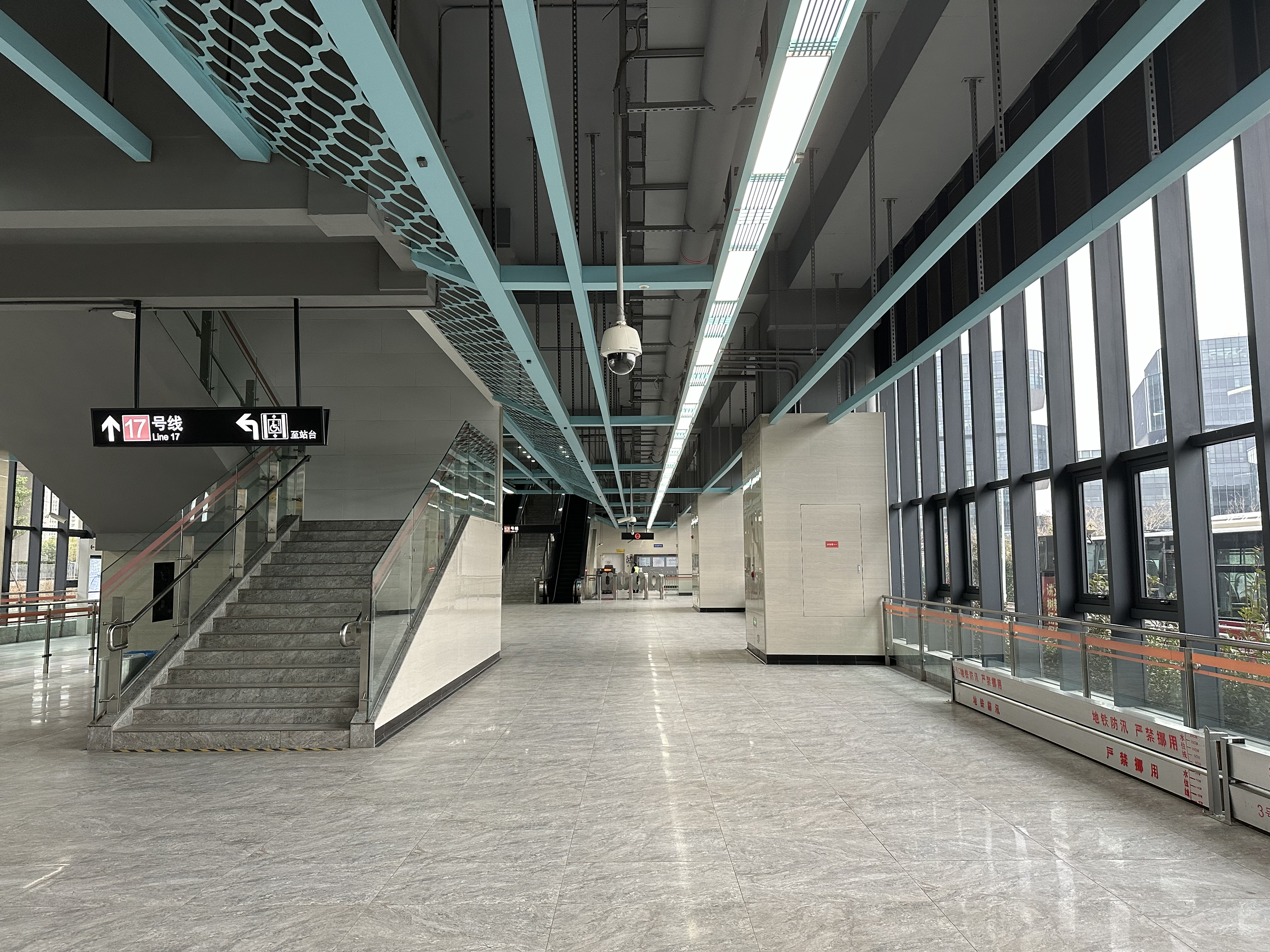
站厅